# عمير إيشيل
الألوف عمير إيشيل ((بالعبرية: אמיר אשל‏)؛ من مواليد 1959) جنرال إسرائيلي سابق شغل منصب قائد القوات الجوية الإسرائيلية ويشغل حاليًا منصب المدير العام لوزارة الدفاع الإسرائيلية.

## السيرة الذاتية
ولد إيشيل في يافا. ولد والده يحزقيل (حيزي) إيشيل (بطاط في الأصل) في العراق وهاجر إلى فلسطين الانتدابية عام 1936. حارب في حرب 1948 في لواء جفعاتي. كانت والدته إدنا إحدى الناجين من الهولوكوست من روسيا. تم تجنيد إيشيل في الجيش الإسرائيلي عام 1977. بعد تخرجه من أكاديمية طيران القوات الجوية الإسرائيلية كطيار مقاتل في عام 1979، طار إيشيل بطائرة إيه-4 سكاي هوك، أولاً من عتصيون ثم من رامون. كما طار بسكاي هوك خلال حرب لبنان عام 1982. بعد أن خدم في أكاديمية الطيران كمدرب قتالي، ذهب إيشيل ليطير بالطائرة إف-16 من قاعدة رمات ديفيد الجوية. بين عامي 1993 و 1995 قاد إيشيل السرب 201 في تل نوف. قاد إيشيل سربًا أثناء عملية عناقيد الغضب، وهو يحلق بطائرة كورناس 2000 المعدلة من الطائرة إف-4 فانتوم الثانية. بين عامي 1997 و 1999، ترأس إيشيل قسم العمليات في سلاح الجو الإسرائيلي.
في عام 1999 تم تكليف إيشيل بقيادة قاعدة رامون الجوية. في 16 ديسمبر 1999، أثناء نقله إحدى الطائرات من طراز إيه إتش-64 أباتشي من رامون إلى شمال إسرائيل، أجرى إيشيل فحصًا روتينيًا لأنظمة الأسلحة على المروحية التي يُفترض أنها غير مسلحة، وأطلق بطريق الخطأ صاروخ إيه جي إم-114 هيلفاير الذي أخطأ مجموعة من جنود الاحتياط التابعين للقوات الجوية الإسرائيلية في الجوار. تم تسجيل الحادث، الذي فرض عليه غرامة مالية، في سجله، لكنه لم يمنعه المزيد من الترقية. في عام 1999 تم تكليف إيشيل بقيادة تل نوف.
قاد إيشيل، ابن أحد الناجين من المحرقة، تشكيلًا لثلاثة طائرات إف-15 إيغل تابعة لسلاح الجو الإسرائيلي من - في رحلة جوية فوق معسكر اعتقال أوشفيتز في سبتمبر 2003. أثناء تحليقها فوق المخيم، بث إيشيل رسالة إلى احتفال للجيش الإسرائيلي:
أوضح إيشيل لاحقًا «إننا نتحدث عن حلم شخصي لمدة 15 عامًا... هذا هو أهم تعبير عن نهضة هذه الأمة. بصفتنا سلاح الجو الإسرائيلي، نحن أكثر تعبير ملموس عن قوة الشعب اليهودي وليس هناك من هو أفضل منا للتعبير عنها». كما اعترف بأنه انتهك عمدا اتفاقية مع الحكومة البولندية من خلال الطيران على ارتفاع منخفض للغاية. ونُقل عنه قوله للطيارين الآخرين: «لقد استمعنا إلى البولنديين لمدة 800 عام. اليوم، ليس علينا الاستماع بعد الآن». وانتقد المتحدث باسم متحف أوشفيتز بيركينو التحليق مشيرًا إلى أنه لم يتم التشاور مع المتحف وأنه «مقبرة ومكان للصمت والتركيز» وأن "تحليق طائرات إف-15 هو استعراض للقوة العسكرية وطريقة غير مناسبة على الإطلاق لإحياء ذكرى الضحايا  ". كان الوفد الإسرائيلي في بولندا بمناسبة الذكرى 85 لتأسيس سلاح الجو البولندي وشارك في معرض رادوم الجوي.
في عام 2004، أصبح إيشيل رئيسًا للمجموعة الجوية التابعة لسلاح الجو الإسرائيلي، حيث تولى قيادة جميع الأصول التشغيلية وفي يناير 2006 تم تعيينه رئيسًا لأركان القوات الجوية، وهو الدور الذي شغله خلال حرب لبنان عام 2006. كان لإيشيل الفضل لاحقًا في التحسينات التي تم إدخالها على التكامل الجوي-الأرضي بعد الحرب.
في 27 آذار (مارس) 2008 رُقّي إلى رتبة لواء وعين رئيساً لمديرية التخطيط في الجيش الإسرائيلي، محل إيدو نيهوشتان الذي كان قد تم تعيينه للتو قائداً أعلى للقوات الجوية الإسرائيلية. في 5 فبراير 2012، أُعلن إيشيل خلفًا لنيهوشتان كقائد أعلى للقوات الجوية الإسرائيلية، عندما أكمل الأخير فترة ولايته في مايو 2012. كان المرشحون الآخرون هم السكرتير العسكري لرئيس الوزراء الجنرال يوحانان لوكر، ورئيس أركان القوات الجوية الإسرائيلية العميد. نمرود شيفر.
أكمل إيشيل فترته كقائد لسلاح الجو الإسرائيلي في 10 أغسطس 2017. وخلفه تاألوف عميكام نوركين.
إيشيل متزوج وأب لثلاثة أولاد. وهو حاصل على درجة علمية في الاقتصاد من جامعة أوبورن في مونتغمري بألاباما، ودرجة علمية في العلوم السياسية من مركز دراسات الأمن القومي بجامعة حيفا.
كان أحد قادة بنيما، وهي حملة لتأسيس خدمة وطنية شاملة لجميع المواطنين الإسرائيليين الذين بلغوا سن الرشد. صرح إيشيل لتايمز إسرائيل إن «الجيش الإسرائيلي ليس في الحقيقة جيش شعبي. إنه جيش نصف الشعب.» 
في 31 أغسطس 2020، أصبح إيشيل مديرًا عامًا لوزارة الدفاع الإسرائيلية بعد تعيينه في هذا المنصب من قبل وزير الدفاع بيني غانتس.